# Daniël de Blocq van Scheltinga (1903-1962)

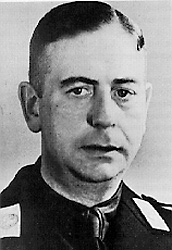
Daniël de Blocq van Scheltinga

Jhr. Daniël de Blocq van Scheltinga (Velp, 23 november 1903 – Düsseldorf, 26 juni 1962) was een Nederlands nationaalsocialistisch politicus.

## Familie
Van Scheltinga, lid van de familie Van Scheltinga, was een zoon van de wethouder van Rheden, jhr. Hans Willem de Blocq van Scheltinga (1870-1933) en Wilhelmine Louise de Bergh (1875-1950). Hij trouwde in 1928 met Elisabeth Dorothea Alwina Henriette Gräfin von der Goltz (1904-1997), dochter van generaal-majoor en vleugeladjudant van keizer Wilhelm II, Karl Leopold Eugen von der Goltz (1864-1944) en jkvr. Alwine Brantsen (1868-1957), lid van de familie Brantsen. Uit dit huwelijk dat in 1952 werd ontbonden werden vier kinderen geboren, onder wie jkvr. Reina de Blocq van Scheltinga (1938), hofdame van koningin Beatrix, getrouwd geweest met jhr. mr. Albert Frans Eduard Teixeira de Mattos (1934-2014), lid van de familie Teixeira de Mattos.

## Jeugd en vormingsjaren
Na een moeizame schooltijd (pas op 21-jarige leeftijd verkreeg Daan de Blocq van Scheltinga het MULO-diploma) vervulde hij zijn dienstplicht bij de Amersfoortse huzaren. In 1928 trouwde hij met de dochter van een generaal-majoor in het Pruisische leger die na de Eerste Wereldoorlog keizer Wilhelm II naar diens Nederlandse ballingsoord was gevolgd. Via zijn vrouw kwam hij in aanraking met Duitse adellijke kringen rond de keizer. Daar leerde hij de heersende frustraties over de Duitse nederlaag en de daaropvolgende revolutie van 1918 kennen. Van daaruit was het slechts een kleine stap naar de affiniteit tot het nationaalsocialisme, mede gestimuleerd door zijn dominante echtgenote. Zijn groeiende sympathie voor Hitlers politiek werd ook gevoed door wat hij destijds zag als de systematische afbraak van het Nederlandse leger door de regering.

## Actief in de NSB
In 1932 meldden Van Scheltinga en zijn echtgenote zich aan bij de NSB van Mussert. Dit leidde tot zijn ontslag bij zijn toenmalige werkgever. Dit had echter geen maatschappelijke gevolgen voor hem, want hij was financieel onafhankelijk. Hij ontving stamboeknummer 1009 en dat was minder goed voor zijn latere loopbaan bij de Nationaal-Socialistische Beweging (NSB), want slechts de eerste duizend leden hadden rechtstreeks, zonder afspraak, toegang tot Anton Mussert. Hij betoonde zich zeer actief in de NSB waarvoor hij diverse functies vervulde. In 1935 leidde hij met succes de verkiezingscampagne voor de Provinciale Staten van Utrecht, waarbij hij ook zelf kandidaat stond, maar niet werd gekozen.
In december 1937 werd hij de rechterhand van plaatsvervangend partijleider Cornelis van Geelkerken. Erg veel respect zou 'Dom Daantje' (zijn bijnaam binnen en buiten de NSB - hij was een naïeve en opvliegende man) in zijn partij niet verwerven. Wel werd hij gewaardeerd om zijn bestuurlijke ijver en zijn vlotte, representatieve verschijning. Hij zou daarom in de partijorganisatie steeds op de achtergrond een belangrijke, administratieve rol vervullen. Zijn volstrekte loyaliteit aan partijleider Mussert heeft hem daarbij ten dienste gestaan.

## Tijdens de Tweede Wereldoorlog
Zoals zoveel NSB'ers werden Van Scheltinga en zijn echtgenote na de Duitse inval op 10 mei 1940 gearresteerd en geïnterneerd. Na zijn vrijlating benoemde Mussert hem in juni tot hoofd van de afdeling Algemeene Zaken der NSB, waardoor hij een van Musserts voornaamste naaste medewerkers werd. Van Scheltinga zou Mussert tijdens de interne machtsstrijd tussen diens zogeheten 'Dietsche' en de 'Groot-Germaansche' richting altijd trouw blijven. Mr. M.M. Rost van Tonningen, een van de belangrijkste vertegenwoordigers van de laatstgenoemde richting, werd De Blocq van Scheltinga's verklaarde tegenstander.
Van Scheltinga werd in augustus 1942 benoemd tot burgemeester van Wassenaar. Wassenaar was zowel voor de NSB als voor de Duitse autoriteiten een belangrijke gemeente, omdat hier - zo vlak bij het regeringscentrum - veel Duitse topfunctionarissen en vooraanstaande NSB'ers woonachtig waren. De Blocq van Scheltinga toonde zich als NSB-burgemeester van zijn slechtste kanten. Hij verving tegenstanders door NSB'ers en gaf een weerspannige ambtenaar op voor de Arbeitseinsatz in Duitsland. In september 1942 verzocht hij de Duitse Ordnungspolizei om de Joodse inwoners van Wassenaar uit hun woningen te verwijderen en te deporteren. Na de moordaanslag op luitenant-generaal Hendrik Seyffardt (bevelhebber van het Vrijwilligerslegioen Nederland) liet hij lijsten samenstellen van te arresteren jonge mannen. Hoewel De Blocq van Scheltinga nauw samenwerkte met de Duitse politie, is niet met zekerheid te zeggen of hij verzetsmensen heeft aangegeven.

## Na de oorlog
Na de bevrijding werd Van Scheltinga op 7 mei 1945 gearresteerd en gevangen gezet in dodencel 601 van de Scheveningse gevangenis (bekend als het Oranjehotel). In hoger beroep werd hij uiteindelijk op 5 december 1945 veroordeeld tot twintig jaar gevangenisstraf. Tevens werd het grootste deel van zijn vermogen verbeurdverklaard. Na een strafvermindering als gevolg van een gratieverzoek kwam hij in 1953 op vrije voeten. In 1958 vertrok hij naar Duitsland.
In 2020 ontdekten vier studenten van de TU Delft op een muur in het Oranjehotel inscripties van Van Scheltinga. Het gaat om teksten die hij in de maanden na zijn arrestatie in de muur van dodencel 601 kerfde. Nog nooit werd een naoorlogse tekst van nazisympathisanten of collaborateurs ontdekt.
 Portaal: Fascisme en nationaalsocialisme in Nederland · Fascisme · Nationaalsocialisme